# Castelo de Seda
O Castelo de Seda, também referido como Muralhas de Seda e Fortificações de Seda, localiza-se na localidade e na freguesia de Seda, no Município de Alter do Chão, Distrito de Portalegre, no Alentejo, em Portugal.
O monumento é impropriamente designado como castelo, uma vez que consiste nos remanescentes de um troço da cerca urbana, o que caracteriza Seda como uma povoação fortificada.
O Castelo de Seda está classificado como Imóvel de Interesse Público desde 1982.

## História

### Antecedentes
O primitivo povoamento humano desta região remonta a época pré-histórica, de que são testemunho cerca de uma dezena e meia de antas ali identificadas. A presença romana na região é testemunhada pela ponte de Vila Formosa, erguida entre o século I e o século II, e marcos miliários de uma estrada.
Alguns autores admitem que a primitiva fortificação da povoação remonte a um castro dos Lusitanos, ocupado por tropas romanas que sobre ele teriam erguido uma fortificação, o que não se encontra comprovado.

### O castelo medieval
No contexto da Reconquista cristã da Península Ibérica, a região foi conquistada pelas forças de D. Afonso Henriques (1185-1211), em 1160, vindo a ser doada pelo soberano aos cavaleiros da Ordem dos Templários, que o haviam auxiliado na empreitada. Datará dessa época o início da primitiva cerca da povoação.
Sob o reinado de D. Afonso III (1248-1279), Seda foi entregue aos cavaleiros da Ordem de Avis (1271), na pessoa de seu Mestre, Frei Fernão Soeiro, que lhe outorgou foral.
D. João I (1385-1433) concedeu-lhe Carta de Foral (30 de Outubro de 1427), elevando-a a vila, privilégio renovado à época de D. Manuel I (1495-1521), que lhe concedeu o Foral Novo (1 de Outubro de 1510). A sua importância é atestada pelo fato de que em 1527 passou a sede de Concelho, sob a jurisdição da Ordem de Avis, privilégio extinto em 1836.

### Os nossos dias
Chegaram até aos nossos dias um troço da muralha medieval, reforçado por cubelos, em precário estado de conservação. Esses vestígios encontram-se classificados como Imóvel de Interesse Público, por Decreto publicado em 26 de Fevereiro de 1982.

## Características
O conjunto consistiu numa cerca urbana da qual subsistem troços de muralha em alvenaria de xisto à fiada, argamassada em cal, sem ameias, unindo três cubelos de planta circular, e os vestígios de um quarto. Estes vestígios encontram-se entre hortas e quintais das habitações da rua do Castelo, do lado Leste, e em uma encosta abrupta que já é propriedade agrícola praticamente devoluta.